# Carlos Alazraqui
Carlos Alazraqui, né le 20 juillet 1962 à Sacramento, (Californie, États-Unis), est un acteur, scénariste, producteur et monteur américain.

## Filmographie

### comme acteur
- 1993-1996 : Rocko's Modern Life : Rocko
- 1996 : The Kitchen Casanova de John McIntyre : Casanova
- 1997 : Les Castors allumés (The Angry Beavers) : Voix additionnelles (Série télévisée)
- 1998 : Oh Yeah! Cartoons : Others (voix) (Série télévisée)
- 1998 : The Godson (en), de Bob Hoge : Tony 'Flock You' Montana
- 1998 : 1 001 Pattes (A Bug's Life) : voix additionnelles
- 1999 : Detention : Gug (voix) (Série télévisée)
- 1999 : Dirt Merchant (en) de B. J. Nelson : Ronny Orlando
- 1999-2007 : Bob l'éponge (SpongeBob SquarePants) : voix supplémentaires (Série télévisée d'animation)
- 1999 : Crashbox (en) : Additional Haunted House Party Guests (voix) (Série télévisée)
- 2000 : Team Boy de Jim Hope : Carlos
- 2000 : Les Aventures extraordinaires du Père Noël (en) (The Life & Adventures of Santa Claus) (vidéo) : Wisk (voix)
- 2001 : CatDog: The Great Parent Mystery : Winslow (voix) (téléfilm)
- 2001 : Tous en boîte (House of Mouse) : Panchito Pistoles (voix) (série télévisée d'animation)
- 2001 : Osmosis Jones de Peter et Bobby Farrelly : voix additionnelle
- 2001 : Mickey, la magie de Noël (Mickey's Magical Christmas: Snowed in at the House of Mouse) (vidéo) : Panchito Pistoles
- 2001 : Jimmy Neutron: Un garçon génial (Jimmy Neutron: Boy Genius) de John A. Davis : Sheen's Dad (voix)
- 2002 : Papal Cab de Kevin Susman : Father Carlos
- 2002 : Shteps de Jeff Wolfman : Nigel Bell
- 2002 : The Picture of You de Nicholas Siapkaris : Alex
- 2002-2004 : ¡Mucha Lucha! : Rikochet, Mr. Midcarda, voix additionnelles (voix) (Série télévisée)
- 2003 : Spanish Fly (en) de Will Wallace (en) : Enrique
- 2003 : The Fairly OddParents in: Abra Catastrophe! : Mr. Crocker / Ape #2 (voix) (Téléfilm)
- 2004 : The Fairly OddParents in School's Out! The Musical : Maire / Chompy / Crocker / Dinkleburg / Human Bullet (voix) (Téléfilm)
- 2004 : Fantôme.com (I Downloaded a Ghost) de Kelly Sandefur : Winston Pritchett
- 2004 : The Jimmy Timmy Power Hour (en) : Denzel Crocker (voix) (Téléfilm)
- 2004 : Crash Nebula : Felos (voix) (Téléfilm)
- 2004 : The Fairly OddParents in: Channel Chasers : Denzel Crocker / Sheldon Dinkleburg / Dinkledog / Tony Futurelli / Man #1 / voix additionnelles (voix) (Téléfilm)
- 2004 : Stroker and Hoop (en) : rôles divers (Série télévisée)
- 2004 : Soccer Dog: European Cup de Sandy Tung (en): Director Blair
- 2004 : Combustion : Kenny (Téléfilm)
- 2004 : Maya & Miguel : Paco (voix) (Série télévisée)
- 2004 : Bob l'éponge, le film (The SpongeBob SquarePants Movie) : Squire / Goofy Goober Announcer / Thief (voix)
- 2004 : Kangaroo Jack: G'Day U.S.A.! : Dude #1 (voix) (Vidéofilm)
- 2005 : The Toy Warrior (voix)
- 2005 : Mucha Lucha: The Return of El Malefico : Rikochet, Mr. Midcarda, Slurf: El Maléfico's Henchmen (voix) (Vidéofilm)
- 2005 : Le Monde de Maggie (The Buzz on Maggie) : voix diverses (Série télévisée)
- 2005 : Camp Lazlo : Lazlo / Clam (voix) (Série télévisée)
- 2005 : Cool Attitude, le film (The Proud Family Movie) : Puff / Board Member (voix) (Téléfilm)
- 2005 : Les Loonatics (Loonatics Unleashed) : voix additionnelles (Série télévisée)
- 2006 : Wow! Wow! Wubbzy! : Walden (voix) (Série télévisée)
- 2006 : The Jimmy Timmy Power Hour 2: When Nerds Collide : Mr. Crocker (voix) (téléfilm)
- 2011 : La Boutique de Minnie (Minnie's Bow-Toons) : Panchito Pistoles (voix) (série télévisée d'animation)
- 2016-2020 : Elena d'Avalor (Elena of Avalor) : Skylar (voix) (série télévisée d'animation)
- 2017 : Hé Arnold ! : Mission Jungle (Hey Arnold!: The Jungle Movie) (téléfilm) : Eduardo (voix)
- 2017 : Mickey et ses amis : Top Départ ! (Mickey and the Roadster Racers) : Panchito Pistoles (voix) (série télévisée d'animation)
- 2019 : Batman et les Tortues Ninja (Batman vs. Teenage Mutant Ninja Turtles) de Jake Castorena : Bane (voix)
- 2022 : Cool Attitude, encore plus cool : Puff (voix originale)

### comme Scénariste
- 1995 : Rocko's Modern Life (Série télévisée)

### comme producteur
- 2002 : The Picture of You

### comme monteur
- 2002 : The Picture of You